# Duy Hòa
Duy Hòa là một xã thuộc huyện Duy Xuyên, tỉnh Quảng Nam, Việt Nam.

## Địa lý

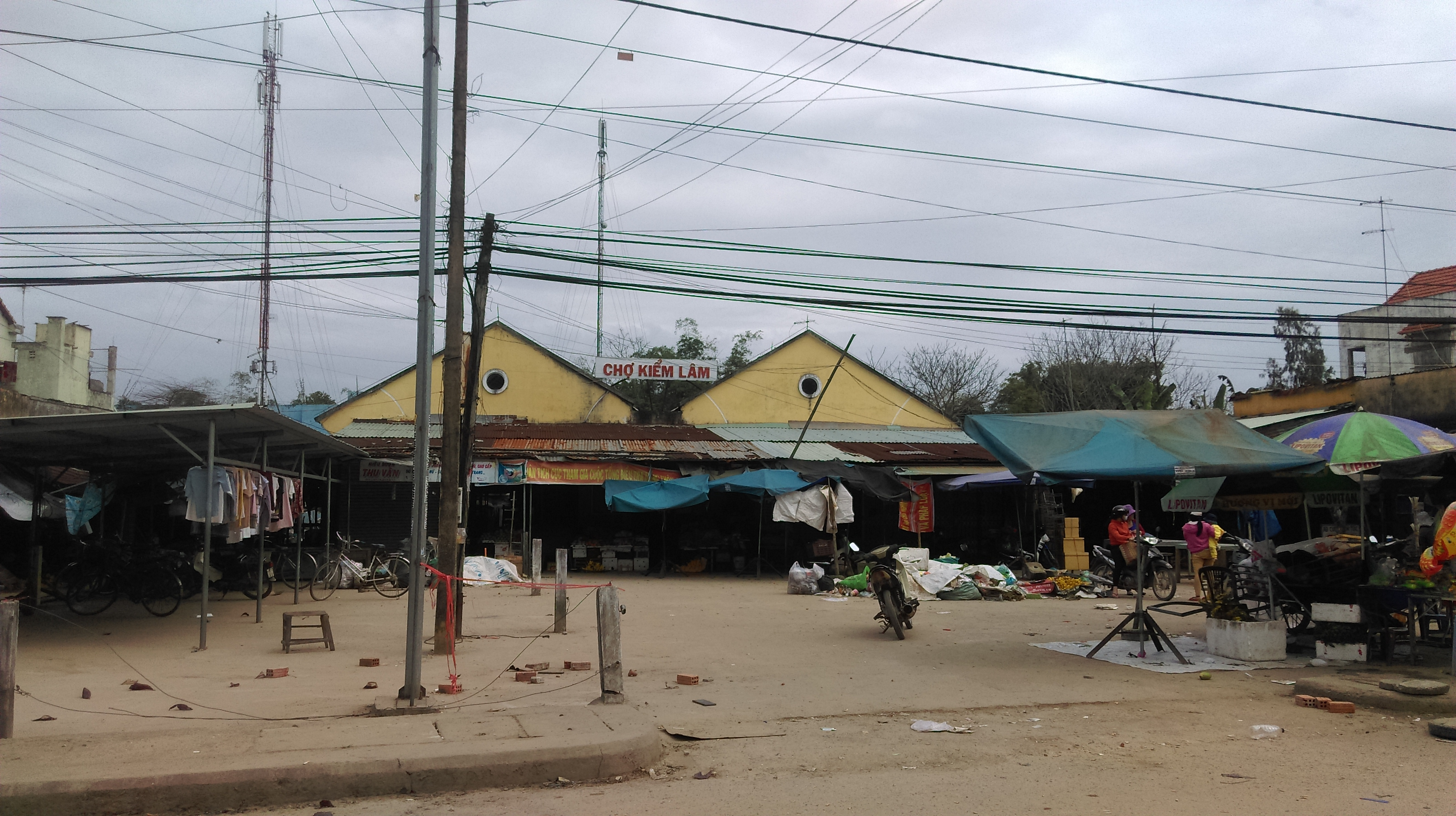
Chợ Kiểm Lâm

Xã Duy Hòa ở trung tâm khu tây huyện Duy Xuyên, có vị trí địa lý:
- Phía bắc giáp thị xã Điện Bàn
- Phía đông giáp xã Duy Châu
- Phía tây giáp xã Duy Phú và xã Duy Tân
- Phía nam giáp xã Duy Sơn và xã Duy Trinh.

Xã Duy Hòa có diện tích 34,1 km², dân số năm 2019 là 8.990 người, mật độ dân số đạt 264 người/km².

## Lịch sử
Trong kháng chiến chống Pháp, xã bị khống chế bởi đồn Kiểm Lâm, gây nhiều tổn thất về người và của. Tháng 8-1949, sau khi đồn Thu Bồn bị quân chủ lực của Liên khu V tiêu diệt, đồn Kiểm Lâm bị du kích bao vây và bức rút, xã được giải phóng.
Sau Hiệp định Genève (20-7-1954), chính quyền Ngô Đình Diệm tiến hành chính sách "tố cộng, diệt cộng", đã thiết lập 5 ấp chiến lược trong toàn xã. Hơn 20 cán bộ, đảng viên cốt cán của xã bị giết chết.
Năm 1965, Mỹ đã đưa quân trực tiếp tham chiến ở miền Nam. Trên đất Duy Hòa, chúng đã đóng 4 đồn trên các điểm cao để khống chế dân, phát quang và cày ủi mở đường sắt từ Chiêm Sơn lên khu công nghiệp An Hòa.
Từ 1960, đến tháng 8-1971, nhân dân và lực lượng vũ trang xã Duy Hòa đã đánh địch 983 trận lớn nhỏ, loại khỏi vòng chiến đấu 2.748 tên địch. Với những chiến công xuất sắc đó, xã Duy Hòa được Chính phủ Cách mạng lâm thời Cộng hòa miền Nam Việt Nam phong tặng danh hiệu Anh hùng lực lượng vũ trang nhân dân (10-1971).
Tổng kết 21 năm chống Mỹ, xã Duy Hòa đã được tặng thưởng 53 huy chương các hạng cho các đơn vị tập thể và 131 huân chương cho cá nhân.
Toàn xã có 1.156 liệt sĩ, 127 Bà mẹ Việt Nam anh hùng và 263 thương bệnh binh. Ngày 18-9-2000, xã Duy Hòa được Nhà nước tuyên dương danh hiệu Anh hùng lực lượng vũ trang nhân dân lần thứ 2.
Sau ngày giải phóng, nhân dân xã Duy Hòa đã tập trung sức lao động, hàn gắn vết thương chiến tranh, phục hồi sản xuất, xây dựng lại cuộc sống mới. Với thành tích 10 năm xây dựng và phát triển (1975 - 1985) ngày 29-8-1985. Nhà nước đã phong tặng danh hiệu Anh hùng Lao động cho hợp tác xã mua bán xã Duy Hòa.